# 翁斐斐
翁斐斐（緬甸語：ၿဖိဳးၿဖိဳးေအာင္ ，羅馬化拼音：Phyo Phyo Aung；1988年—），是一位緬甸學生運動的行動者。
1989年，在翁斐斐一歲大時，他的父親已經遭逮入獄二十年了。
目前翁斐斐擔任全緬甸學生會聯盟（ABFSU）的秘書長，於2015年3月10日的一場學生和平示威活動中，與其他數十名學生一同遭到拘捕，學生們也反映他們不能與辯護律師聯絡。根據國際特赦組織香港分會的問張敘述，翁斐斐可能須面臨高達9年以上監禁。

## 親屬
他的父親Nay Win Maung，同樣是一位行動者，且屢次遭到逮補、監禁，在軍政府統治下，在1969年被關進監獄，到1989年還沒被釋放出來。